# Pilotní polder Andijk
Pilotní polder Andijk (též Testovací polder Andijk, nizozemsky Proefpolder Andijk) je polder v Nizozemsku, který vznikl ohrázováním a odvodnění části zálivu Zuiderzee, jehož realizace probíhala v letech 1926 a 1927. Polder o rozloze 40 ha byl zbudován v rámci projektu Zuiderzeewerken, aby se na nově získané pevné půdě zkoumaly a studovaly možnosti jejího využití pro zemědělství. Vznikly zde výzkumné stanice zkoumající vlastnosti půdy (mikrobiologie, salinita atd.) a zemědělské farmy zabývající se pěstováním a šlechtěním plodin, které by se nejlépe hodily do specifických půdních vlastností polderu. Poznatky zde získané se použily při výstavbě mnohem větších polderů Wieringermeer, Noordoostpolder a Flevopolder.